# 安場一平
安場 一平（やすば いっぺい、寛文2年（1662年） - 宝永6年2月18日（1709年3月28日））は、江戸時代前期の武士。熊本藩細川氏の家臣。名前は久幸（ひさゆき）。

## 生涯
熊本藩士の安場源右衛門の子として生まれた。天和元年（1681年）7月に家督を継いで熊本藩の番方に列す。同年11月には小姓組に編入されたが、元禄8年（1695年）11月に小姓を辞任して番方に戻った。元禄9年（1696年）2月に御歩頭に就任した。
同年11月には御歩使番に転じた。宝永2年（1705年）、江戸に滞在中に発病し、宝永5年（1708年）5月に番方に戻った。
宝永6年（1709年）2月18日に病死。享年49。安養寺に葬られた。法名は傑心宗英居士。
子孫に明治時代に福岡県や愛知県の知事を務めた安場保和がいる。

## 元禄赤穂事件
元禄16年（1702年）2月4日、吉良邸討ち入りの赤穂浪士の大石良雄の介錯をした。『江赤見聞記』では大石の介錯を仕損じ、首を二度斬りをしたとあり、三田村鳶魚も「大石が震えたので介錯に失敗した」と記すが、細川家の記録では「大石は寒がりらしくよく震えていた」と綴られるが、安場の仕損じは書かれていない。
講談『赤穂義士外伝～小田小右衛門』『同～安場一平』において、軽輩者による介錯失敗で内蔵助の壮絶な最期の話は、安場（もしくは彼をモデルとした小右衛門）が嘘つきの足軽にされてしまっており、完全な創作である。
ただ、大量の血が飛び散った「血染めの梅」が泉岳寺にある。また、安場家では大石良雄介錯の刀を伝承しており、刃に刃こぼれが有り介錯に苦労した痕が残っている。
安場家は赤穂事件に造詣が深く代々義士会に携わり、安場家の前当主・安場保雅（1922年～没年不明）も全国義士会連合会の会長をつとめていた。